# أعظم العروض على وجه الأرض
أعظم العروض على وجه الأرض (بالإنجليزية: The Greatest Show on Earth)‏ هو فيلم دراما تم إنتاجه في الولايات المتحدة وصدر في سنة 1952.

## بطولة
- شارلتون هيستون
- جيمس ستيوارت
- دوروثي لامور

### ترشيحات وجوائز
| السنة | الحدث  | الفئة     | النتيجة  |
| ----- | ------ | --------- | -------- |
| 1952  | أوسكار | أفضل فيلم | فـــــوز |

## الميزانية والإيرادات
حقق أرباحا تقدر بـ 12.8 مليون دولار ( / Canada rentals).

## وصلات خارجية
- أعظم العروض على وجه الأرض على موقع IMDb (الإنجليزية)
- أعظم العروض على وجه الأرض على موقع الموسوعة البريطانية (الإنجليزية)
- أعظم العروض على وجه الأرض على موقع روتن توميتوز (الإنجليزية)
- أعظم العروض على وجه الأرض على موقع نتفليكس (الإنجليزية)
- أعظم العروض على وجه الأرض على موقع قاعدة بيانات الأفلام العربية
- أعظم العروض على وجه الأرض على موقع ألو سيني (الفرنسية)
- أعظم العروض على وجه الأرض على موقع Turner Classic Movies (الإنجليزية)
- أعظم العروض على وجه الأرض على موقع أول موفي (الإنجليزية)
- أعظم العروض على وجه الأرض على موقع بوكس أوفيس موجو (الإنجليزية)
- أعظم العروض على وجه الأرض على موقع فيلمافينيتي (الإسبانية)

1. ↑  وصلة مرجع: http://www.imdb.com/title/tt0044672/. الوصول: 8 أبريل 2016.
2. ↑  وصلة مرجع: http://www.filmaffinity.com/en/film639781.html. الوصول: 8 أبريل 2016.
3. ↑  وصلة مرجع: http://www.allocine.fr/film/fichefilm_gen_cfilm=2912.html. الوصول: 8 أبريل 2016.